# Kaipa
Kaipa est un groupe suédois de rock progressif. Il est mené par Hans Lundin.

## Historique
Kaipa est formé en 1973 par Hans Thorn Lundin (claviers/chant). Roine Stolt rejoint Kaipa en tant que guitariste à l'âge de 17 ans, et il formera plus tard The Flower Kings en 1995. Kaipa enregistrera six albums entre 1973 et 1982 ; ces albums, chantés en Suédois, obéissent à tous les codes du rock progressif des années 1970, teintés de quelques sonorités du folk suédois, mais ne sortira guère des frontières suédoises. 
Kaipa se réunit en 2002 avec l'album Notes from the Past, qui obtient de bonnes critiques lors de sa sortie. La musique de Kaipa est désormais chantée en anglais, avec l'adjonction d'une voix féminine (Aleena Gibson) qui prendra de plus en plus d'importance au fil des albums qui suivront. 
Grâce à la notoriété de ses membres, tous issus de groupes reconnus, et de son label, la reconnaissance de Kaipa devient internationale. Ils enchaînent en 2003 sur Keyholder aux sonorités très marquées par la musique de Roine Stolt et de The Flower Kings. 
Stolt quitte de nouveau Kaipa après Mindrevolutions en 2005, et est remplacé en 2006 par le guitariste du groupe de Métal-Progressif suédois Scar Symmetry : Per Nilsson avec lequel ils sortent les albums Angling Feelings en 2007, album qui marque le retour à des formats de morceaux plus courts, et de quelques sonorités folk, In the Wake of Evolution en 2010, album bien meilleur que le précédent, où le groupe s'émancipe définitivement des influences de The Flower Kings. En 2017 sort l'album Children of the Sounds.

## Membres

### Membres actuels
- Hans Lundin - claviers, chant (1973-1982, depuis 2000)
- Patrik Lundström - chant
- Aleena Gibson - chant
- Jonas Reingold - basse
- Morgan Ågren - batterie
- Per Nilsson - guitares (depuis 2006)

### Anciens membres
- Roine Stolt - guitare, chant (1974-1979, 2000-2005)
- Ingemar Bergman - batterie (1974-1981)
- Tomas Eriksson - basse (1973-1977)
- Mats Lindberg - basse (1977-1980)
- Mats Löfgren - chant (1977-1980)
- Max Åhman - guitare (1979-1982)
- Mats « Microben » Lindberg - basse (1981-1982)
- Per « Pelle » Andersson - batterie (1982)

## Discographie

### Albums studio
- 1975 : Kaipa
- 1976 : Inget Nytt Under Solen
- 1978 : Solo
- 1980 : Händer
- 1982 : Nattdjurstid
- 1993 : Stockholm Symphonie
- 2002 : Notes from the Past
- 2003 : Keyholder
- 2005 : Mindrevolutions
- 2007 : Angling Feelings
- 2010 : In the Wake of Evolution
- 2012 : Vittjar
- 2014 : Sattyg
- 2017 : Children of the Sounds
- 2022 : Urskog
- 2024 : Sommargryningsljus